# Польское философское общество
Польское философское общество (пол. Polskie Towarzystwo Filozoficzne) — польское научное общество, продолжающее традиции первого польского философского общества, основанного в 1904 году во Львове по инициативе доктора наук, профессора Казимира Твардовского и объединившее в 1948 году все существовавшие на тот момент в Польше философские общества.
Первым председателем обновлённого Общества был доктор наук, профессор Тадеуш Котарбинский (1948—1978 гг.).
Согласно Уставу, целью Общества является развитие и продвижение философских наук. Общество организует научные съезды и конференции, проводит научно-популярные семинары и лекции; занимается издательской и библиотечной деятельностью, сотрудничает с польскими и международными научными обществами и организациями.
В состав Общества входят 17 территориальных филиалов.
Общество проводит философские олимпиады и конкурсы с целью популяризации философских знаний среди молодежи.
Издательство Общества выпускает научную и научно-популярную литературу, а также научный журнал-ежеквартальник «Ruch Filozoficzny».
Общество является членом Международной федерации философских обществ (фр. Fédération Internationale des Sociétés de Philosophie).
Председателем Общества является доктор наук, профессор Władysław Stróżewski.
Актуальная информация о деятельности Общества публикуется на сайте www.ptfilozofia.pl.